# ATP-toernooi van Londen
Het ATP-toernooi van Londen (officieel: Cinch Championships) is een jaarlijks terugkerend tennistoernooi in het mannentennis en wordt gehouden in de week na Roland Garros. Het toernooi wordt gespeeld in Queen's Club in het Britse Londen en heeft als ondergrond gras. Het is een voorbereidingstoernooi op het toernooi van Wimbledon. Het behoorde tot de "ATP World Tour 250". Vanaf 2015 behoort het tot de "ATP Tour 500".
Naast dit toernooi zijn er nog enkele andere tennistoernooien op gras: Rosmalen, Stuttgart, Halle, Eastbourne en Mallorca. Ook dit zijn allemaal voorbereidingstoernooien voor Wimbledon. Er was tot en met 2024 ook nog één grastoernooi gespeeld na Wimbledon, het ATP-toernooi van Newport.
Het toernooi staat erom bekend dat het naast Wimbledon de hoogste prijzengelden heeft en dat het spelers voortbrengt die later Wimbledon winnen. Het wordt jaarlijks uitgezonden op de BBC. Bekende winnaars zijn Boris Becker, Lleyton Hewitt, John McEnroe en Andy Roddick, die elk viermaal wonnen. Roy Emerson won ook viermaal, maar dat deed voor de open era. De Schot Andy Murray heeft met 5 titels het toernooirecord in handen wat betreft het aantal eindzeges. De Amerikaanse tweeling Bob en Mike Bryan hebben 5 titels in het dubbelspel behaald, wat eveneens het toernooirecord is vanaf 1968.
De finale van het toernooi in 2012 eindigde in mineur. David Nalbandian verloor op 3-3 in de tweede set zijn servicegame en reageerde zich af op een reclamebord door er binnenkantje rechts tegenaan te schoppen, waarmee hij de lijnrechter achter het bord verwondde: Nalbandian werd op staande voet gediskwalificeerd.

## Finales

### Enkelspel
Pre Open tijdperk
| Jaar      | Winnaar                                   | Verliezend finalist                       | Uitslag                                   |
| --------- | ----------------------------------------- | ----------------------------------------- | ----------------------------------------- |
| 1890      | Harry S. Barlow (1)                       | Wilfred Baddeley                          | 3-6, 6-8, 6-1, 6-2, 6-2                   |
| 1891      | Harry S. Barlow (2)                       | Joshua Pim                                | 6-4, 2-6, 6-0, 7-5                        |
| 1892      | Ernest W. Lewis                           | Joshua Pim                                | 6-4, 6-4, 3-6, 4-6, 6-1                   |
| 1893      | Joshua Pim                                | Harold Mahony                             | 1-6, 6-1, 6-8, 6-3                        |
| 1894      | Harold Mahony                             | Harry S. Barlow                           | 6-2, 6-3, 6-3                             |
| 1895      | Harry S. Barlow (3)                       | Manliffe Goodbody                         | 6-4, 7-5, 5-7, 5-7, 10-8                  |
| 1896      | Harold Mahony                             | Reginald Doherty                          | 11-9, 6-4, 6-4                            |
| 1897      | Laurence Doherty (1)                      | Josiah Ritchie                            | 6-2, 6-2, 6-2                             |
| 1898      | Laurence Doherty (2)                      | Harold Mahony                             | 6-3, 6-4, 9-7                             |
| 1899      | Harold Mahony                             | Arthur Gore                               | 8-10, 6-2, 7-5, 6-1                       |
| 1900      | Arthur Gore                               | Arthur W. Lavy                            | 6–0, 6–2, 6–3                             |
| 1901      | Charles Dixon                             | George Greville                           | 6–1, 6–0, 4–6, 6–4                        |
| 1902      | Josiah Ritchie (1)                        | Charles Simond                            | 6–3, 6–4, 6–0                             |
| 1903      | George Greville                           | Charles Simond                            | 6–1, 6–4, 7–9, 5–7, 6–4                   |
| 1904      | Josiah Ritchie (2)                        | Harold Mahony                             | 6–3, 6–1, 6–1                             |
| 1905      | Holcombe Ward                             | Beals C. Wright                           | forfait                                   |
| 1906      | Josiah Ritchie (3)                        | John Flavelle                             | 6–0, 6–1, 7–5                             |
| 1907      | Anthony Wilding (1)                       | Josiah Ritchie                            | 6–2, 6–1, 6–0                             |
| 1908      | Hare William Powell                       | Josiah Ritchie                            | 6–4, 3–3 opgave                           |
| 1909      | Josiah Ritchie (4)                        | Harry Parker                              | 11–13, 6–4 6–1, 6–0                       |
| 1910      | Anthony Wilding (2)                       | Josiah Ritchie                            | 6–4, 6–3, 2–0 opgave                      |
| 1911      | Anthony Wilding (3)                       | Alfred Beamish                            | 7–5, 6–2, 6–3                             |
| 1912      | Anthony Wilding (4)                       | Otto Froitzheim                           | forfait                                   |
| 1913      | Arthur Lowe (1)                           | Wallace F. Johnson                        | 7–5, 6–4, 4–6, 4–6, 6–4                   |
| 1914      | Arthur Lowe (2)                           | Percival Davson                           | 6-2, 7-5, 6-4                             |
| 1915–1918 | niet gehouden vanwege Eerste Wereldoorlog | niet gehouden vanwege Eerste Wereldoorlog | niet gehouden vanwege Eerste Wereldoorlog |
| 1919      | Pat O'Hara Wood                           | Louis Raymond                             | 6-4, 6-0, 2-6, 7-5                        |
| 1920      | William Johnston                          | Bill Tilden                               | 4-6, 6-2, 6-4                             |
| 1921      | Zenzo Shimizu                             | Mohammed Sleem                            | 6-2, 6-0                                  |
| 1922      | Henry Mayes                               | Donald Greig                              | 6-8, 6-2, 6-2, 6-1                        |
| 1923      | Vincent Richards                          | Sydney M. Jacob                           | 6-2, 6-2                                  |
| 1924      | Algernon Kingscote                        | Arthur Lowe                               | 3-6, 8-6, 6-3, 6-2                        |
| 1925      | Arthur Lowe (3)                           | Henry Mayes                               | 6-2, 9-7                                  |
| 1926      | Henry Mayes (1)                           | Arthur Lowe                               | 6-3, 6-2                                  |
| 1927      | Henry Mayes (2)                           | D.M. Evans                                | 6-3, 6-3                                  |
| 1928      | Bill Tilden                               | Francis Hunter                            | 6-3, 6-2, 6-1                             |
| 1929      | Bill Tilden / Francis Hunter              | Bill Tilden / Francis Hunter              | titel gedeeld                             |
| 1930      | Wilmer Allison                            | Gregory Mangin                            | 6-4, 8-6                                  |
| 1931      | John Olliff                               | Edward Avory                              | 3-6, 6-4, 6-2                             |
| 1932      | Jack Crawford                             | Henk Timmer                               | 1-6, 6-3, 6-3, 6-4                        |
| 1933      | Ellsworth Vines / Lester Stoefen          | Ellsworth Vines / Lester Stoefen          | titel gedeeld                             |
| 1934      | Sidney Wood                               | Frank Shields                             | 6-4, 6-3                                  |
| 1935      | Wilmer Allison / Clarence Jones           | Wilmer Allison / Clarence Jones           | titel gedeeld                             |
| 1936      | Donald Budge (1)                          | David P. Jones                            | 6-4, 6-3                                  |
| 1937      | Donald Budge (2)                          | Bunny Austin                              | 6-1, 6-2                                  |
| 1938      | Bunny Austin                              | Kho Sin-Kie                               | 6-2, 6-0                                  |
| 1939      | Gottfried von Cramm                       | Ghaus Mohammad                            | 6-1, 6-3                                  |
| 1940–1945 | niet gehouden vanwege Tweede Wereldoorlog | niet gehouden vanwege Tweede Wereldoorlog | niet gehouden vanwege Tweede Wereldoorlog |
| 1946      | Pancho Segura                             | Colin Long                                | 6-4, 7-5                                  |
| 1947      | Robert Falkenburg                         | Colin Long                                | 6-4, 7-5                                  |
| 1948      | Robert Falkenburg / Eric Sturgess         | Robert Falkenburg / Eric Sturgess         | titel gedeeld                             |
| 1949      | Ted Schroeder                             | Gardnar Mulloy                            | 8-6, 6-0                                  |
| 1950      | John Bromwich                             | Art Larsen                                | 6-2, 6-4                                  |
| 1951      | Eric Sturgess                             | Frank Sedgman                             | 6-4, 5-7, 6-2                             |
| 1952      | Frank Sedgman                             | Mervyn Rose                               | 10-8, 6-2                                 |
| 1953      | Lew Hoad (1)                              | Ken Rosewall                              | 8-6, 10-8                                 |
| 1954      | Lew Hoad (2)                              | Mervyn Rose                               | 8-6, 6-4                                  |
| 1955      | Ken Rosewall                              | Lew Hoad                                  | 6-2, 6-3                                  |
| 1956      | Neale Fraser                              | Ken Rosewall                              | 7-5, 3-6, 9-7                             |
| 1957      | Ashley Cooper                             | Gerry Lafferty                            | 6-8, 6-2, 6-3                             |
| 1958      | Malcolm Anderson                          | Robert Mark                               | 1-6, 11-9, 6-3                            |
| 1959      | Ramanathan Krishnan                       | Neale Fraser                              | 6-3, 6-0                                  |
| 1960      | Andrés Gimeno                             | Roy Emerson                               | 8-6, 6-3                                  |
| 1961      | Bob Hewitt                                | Robert McKinley                           | 6-2, 6-3                                  |
| 1962      | Rod Laver (1)                             | Roy Emerson                               | 6-4, 7-5                                  |
| 1963      | Roy Emerson (1)                           | Owen Davidson                             | 6-1, 6-2                                  |
| 1964      | Roy Emerson (2)                           | Toomas Leius                              | 12-10, 6-4                                |
| 1965      | Roy Emerson (3)                           | Dennis Ralston                            | forfait                                   |
| 1966      | Roy Emerson (4)                           | Tony Roche                                | forfait                                   |
| 1967      | John Newcombe                             | Roger Taylor                              | 7-5, 6-3                                  |

| Datum       | Naam                            | Categorie     | ($/€)         | Winnaar                                | Runner-up                              | Uitslag                                |                                        |
| ----------- | ------------------------------- | ------------- | ------------- | -------------------------------------- | -------------------------------------- | -------------------------------------- | -------------------------------------- |
| 22-06-1968  | The Queen's Club Championships  |               | £ 2.600       | Clark Graebner / Tom Okker             | Clark Graebner / Tom Okker             | gestaakt                               | details                                |
| 17-06-1969  | The Queen's Club Championships  |               |               | Fred Stolle                            | John Newcombe                          | 6-3, 22-20                             | details                                |
| 15-06-1970  | The Queen's Club Championships  |               |               | Rod Laver (2)                          | John Newcombe                          | 6-4, 6-3                               | details                                |
| 14-06-1971  | The Queen's Club Championships  |               |               | Stan Smith                             | John Newcombe                          | 8-6, 6-3                               | details                                |
| 26-06-1972  | The Queen's Club Championships  |               |               | Jimmy Connors (1)                      | John Paish                             | 6-2, 6-3                               | details                                |
| 18-06-1973  | The Queen's Club Championships  |               |               | Ilie Năstase                           | Roger Taylor                           | 10-8, 6-3                              | details                                |
| 1974 - 1976 | geen toernooi                   | geen toernooi | geen toernooi | geen toernooi                          | geen toernooi                          | geen toernooi                          | geen toernooi                          |
| 13-06-1977  | Rawlings International          |               | $ 100.000     | Raúl Ramírez                           | Mark Cox                               | 9-7, 7-5                               | details                                |
| 19-06-1978  | The Queen's Club Championships  |               | $ 125.000     | Tony Roche                             | John McEnroe                           | 8-6, 9-7                               | details                                |
| 11-06-1979  | The Stella Artois Championships |               | $ 125.000     | John McEnroe (1)                       | Víctor Pecci                           | 6-7, 6-1, 6-1                          | details                                |
| 09-06-1980  | The Stella Artois Championships |               | $ 125.000     | John McEnroe (2)                       | Kim Warwick                            | 6-3, 6-1                               | details                                |
| 08-06-1981  | The Stella Artois Championships |               | $ 125.000     | John McEnroe (3)                       | Brian Gottfried                        | 7-6, 7-5                               | details                                |
| 07-06-1982  | The Stella Artois Championships |               | $ 150.000     | Jimmy Connors (2)                      | John McEnroe                           | 7-5, 6-3                               | details                                |
| 06-06-1983  | The Stella Artois Championships |               | $ 200.000     | Jimmy Connors (3)                      | John McEnroe                           | 6-3, 6-3                               | details                                |
| 11-06-1984  | The Stella Artois Championships |               | $ 200.000     | John McEnroe (4)                       | Leif Shiras                            | 6-1, 3-6, 6-2                          | details                                |
| 10-06-1985  | The Stella Artois Championships |               | $ 200.000     | Boris Becker (1)                       | Johan Kriek                            | 6-2, 6-3                               | details                                |
| 09-06-1986  | The Stella Artois Championships |               | $ 200.000     | Tim Mayotte                            | Jimmy Connors                          | 6-4, 2-1, opgave                       | details                                |
| 08-06-1987  | The Stella Artois Championships |               | $ 250.000     | Boris Becker (2)                       | Jimmy Connors                          | 6-7, 6-3, 6-4                          | details                                |
| 06-06-1988  | The Stella Artois Championships |               | $ 340.000     | Boris Becker (3)                       | Stefan Edberg                          | 6-1, 3-6, 6-3                          | details                                |
| 12-06-1989  | The Stella Artois Championships |               | $ 350.000     | Ivan Lendl (1)                         | Christo Van Rensburg                   | 4-6, 6-3, 6-4                          | details                                |
| 11-06-1990  | The Stella Artois Championships | World Series  | $ 450.000     | Ivan Lendl (2)                         | Boris Becker                           | 6-3, 6-2                               | details                                |
| 10-06-1991  | The Stella Artois Championships | World Series  | $ 450.000     | Stefan Edberg                          | David Wheaton                          | 6-2, 6-3                               | details                                |
| 08-06-1992  | The Stella Artois Championships | World Series  | $ 475.000     | Wayne Ferreira                         | Shuzo Matsuoka                         | 6-3, 6-4                               | details                                |
| 07-06-1993  | The Stella Artois Championships | World Series  | $ 600.000     | Michael Stich                          | Wayne Ferreira                         | 6-3, 6-4                               | details                                |
| 06-06-1994  | The Stella Artois Championships | World Series  | $ 600.000     | Todd Martin                            | Pete Sampras                           | 7-6(4), 7-6(4)                         | details                                |
| 12-06-1995  | The Stella Artois Championships | World Series  | $ 600.000     | Pete Sampras (1)                       | Guy Forget                             | 7-6(3), 7-6(6)                         | details                                |
| 10-06-1996  | The Stella Artois Championships | World Series  | $ 675.000     | Boris Becker (4)                       | Stefan Edberg                          | 6-4, 7-6(3)                            | details                                |
| 09-06-1997  | The Stella Artois Championships | World Series  | $ 675.000     | Mark Philippoussis                     | Goran Ivanišević                       | 7-5, 6-3                               | details                                |
| 08-06-1998  | The Stella Artois Championships | Int. Series   | $ 725.000     | Scott Draper                           | Laurence Tieleman                      | 7-6(5), 6-4                            | details                                |
| 07-06-1999  | The Stella Artois Championships | Int. Series   | $ 725.000     | Pete Sampras (2)                       | Tim Henman                             | 6-7(1), 6-4, 7-6(4)                    | details                                |
| 12-06-2000  | The Stella Artois Championships | Int. Series   | $ 775.000     | Lleyton Hewitt (1)                     | Pete Sampras                           | 6-4, 6-4                               | details                                |
| 11-06-2001  | The Stella Artois Championships | Int. Series   | $ 775.000     | Lleyton Hewitt (2)                     | Tim Henman                             | 7-6(3), 7-6(3)                         | details                                |
| 10-06-2002  | The Stella Artois Championships | Int. Series   | $ 736.000     | Lleyton Hewitt (3)                     | Tim Henman                             | 4-6, 6-1, 6-4                          | details                                |
| 09-06-2003  | The Stella Artois Championships | Int. Series   | $ 800.000     | Andy Roddick (1)                       | Sébastien Grosjean                     | 6-3, 6-3                               | details                                |
| 07-06-2004  | The Stella Artois Championships | Int. Series   | $ 767.000     | Andy Roddick (2)                       | Sébastien Grosjean                     | 7-6(4), 6-4                            | details                                |
| 06-06-2005  | The Stella Artois Championships | Int. Series   | $ 775.000     | Andy Roddick (3)                       | Ivo Karlović                           | 7-6(7), 7-6(4)                         | details                                |
| 12-06-2006  | The Stella Artois Championships | Int. Series   | $ 775.000     | Lleyton Hewitt (4)                     | James Blake                            | 6-4, 6-4                               | details                                |
| 11-06-2007  | The Artois Championships        | Int. Series   | $ 775.000     | Andy Roddick (4)                       | Nicolas Mahut                          | 4-6, 7-6(7), 7-6(2)                    | details                                |
| 09-06-2008  | The Artois Championships        | Int. Series   | € 692.000     | Rafael Nadal                           | Novak Đoković                          | 7-6(6), 7-5                            | details                                |
| 08-06-2009  | AEGON Championships             | ATP 250       | € 663.750     | Andy Murray (1)                        | James Blake                            | 7-5, 6-4                               | details                                |
| 07-06-2010  | AEGON Championships             | ATP 250       | € 627.700     | Sam Querrey                            | Mardy Fish                             | 7-6(3), 7-5                            | details                                |
| 06-06-2011  | AEGON Championships             | ATP 250       | € 608.000     | Andy Murray (2)                        | Jo-Wilfried Tsonga                     | 3-6, 7-6(2), 6-4                       | details                                |
| 11-06-2012  | AEGON Championships             | ATP 250       | € 625.300     | Marin Čilić (1)                        | David Nalbandian                       | 6-7(3), 4-3, diskw. Nalbandian         | details                                |
| 10-06-2013  | AEGON Championships             | ATP 250       | € 683.665     | Andy Murray (3)                        | Marin Čilić                            | 5-7, 7-5, 6-3                          | details                                |
| 09-06-2014  | AEGON Championships             | ATP 250       | € 711.010     | Grigor Dimitrov                        | Feliciano López                        | 6-7(8), 7-6(1), 7-6(6)                 | details                                |
| 15-06-2015  | AEGON Championships             | ATP 500       | € 1.574.640   | Andy Murray (4)                        | Kevin Anderson                         | 6-3, 6-4                               | details                                |
| 13-06-2016  | AEGON Championships             | ATP 500       | € 1.802.945   | Andy Murray (5)                        | Milos Raonic                           | 6-7(5), 6-4, 6-3                       | details                                |
| 19-06-2017  | AEGON Championships             | ATP 500       | € 1.836.660   | Feliciano López (1)                    | Marin Čilić                            | 4-6, 7-6(2), 7-6(8)                    | details                                |
| 24-06-2018  | AEGON Championships             | ATP 500       | € 1.983.595   | Marin Čilić (2)                        | Novak Đoković                          | 5-7, 7-6(4), 6-3                       | details                                |
| 23-06-2019  | AEGON Championships             | ATP 500       | € 2.081.830   | Feliciano López (2)                    | Gilles Simon                           | 6-2, 6-7(4), 7-6(2)                    | details                                |
| 21-06-2020  | AEGON Championships             | ATP 500       | € 2.134.520   | geen toernooi wegens de coronapandemie | geen toernooi wegens de coronapandemie | geen toernooi wegens de coronapandemie | geen toernooi wegens de coronapandemie |
| 20-06-2021  | Cinch Championships             | ATP 500       | € 1.427.455   | Matteo Berrettini                      | Cameron Norrie                         | 6-4, 6-7(5), 6-3                       | details                                |
| 19-06-2022  | Cinch Championships             | ATP 500       | € 2.134.520   | Matteo Berrettini (2)                  | Filip Krajinović                       | 7–5, 6–4                               | details                                |
| 25-06-2023  | Cinch Championships             | ATP 500       | € 2.195.175   | Carlos Alcaraz                         | Alex de Minaur                         | 6–4, 6–4                               | details                                |
| 23-06-2024  | Cinch Championships             | ATP 500       | € 2.255.655   | Tommy Paul                             | Lorenzo Musetti                        | 6–1, 7–6(8)                            | details                                |

### Dubbelspel
| Datum       | Naam                            | Categorie     | ($/€)         | Winnaars                                    | Runners-up                              | Uitslag                                |                                        |
| ----------- | ------------------------------- | ------------- | ------------- | ------------------------------------------- | --------------------------------------- | -------------------------------------- | -------------------------------------- |
| 17-06-1969  | The Queen's Club Championships  |               |               | Owen Davidson Dennis Ralston                | Ove Nils Bengtson Thomaz Koch           | 8-6, 6-3                               | details                                |
| 15-06-1970  | The Queen's Club Championships  |               |               | Tom Okker (1) Marty Riessen (1)             | Arthur Ashe Charlie Pasarell            | 7-9, 6-4, 9-7                          | details                                |
| 14-06-1971  | The Queen's Club Championships  | details       |               | Tom Okker (2) Marty Riessen (2)             | Stan Smith Erik van Dillen              | 8-6, 4-6, 15-13                        | details                                |
| 26-06-1972  | The Queen's Club Championships  |               |               | Jim McManus Jim Osborne                     | Jürgen Fassbender Karl Meiler           | 4-6, 6-3, 7-5                          | details                                |
| 18-06-1973  | The Queen's Club Championships  |               |               | Tom Okker (3) Marty Riessen (3)             | Ray Keldie Raymond Moore                | 6-4, 7-5                               | details                                |
| 1974 - 1976 | geen toernooi                   | geen toernooi | geen toernooi | geen toernooi                               | geen toernooi                           | geen toernooi                          | geen toernooi                          |
| 13-06-1977  | Rawlings International          |               | $ 100.000     | Anand Amritraj Vijay Amritraj               | John Lloyd David Lloyd                  | 6-1, 6-2                               |                                        |
| 19-06-1978  | The Queen's Club Championships  |               | $ 125.000     | Bob Hewitt Frew McMillan                    | Fred McNair Raúl Ramírez                | 6-2, 7-5                               |                                        |
| 11-06-1979  | The Stella Artois Championships |               | $ 125.000     | Tim Gullikson Tom Gullikson                 | Marty Riessen Sherwood Stewart          | 6-4, 6-4                               |                                        |
| 09-06-1980  | The Stella Artois Championships |               | $ 125.000     | Rod Frawley Geoff Masters                   | Paul McNamee Sherwood Stewart           | 6-2, 4-6, 11-9                         |                                        |
| 08-06-1981  | The Stella Artois Championships |               | $ 125.000     | Pat DuPré Brian Teacher                     | Kevin Curren Steve Denton               | 3-6, 7-6, 11-9                         |                                        |
| 07-06-1982  | The Stella Artois Championships |               | $ 150.000     | John McEnroe Peter Rennert                  | Victor Amaya Hank Pfister               | 7-6, 7-5                               |                                        |
| 06-06-1983  | The Stella Artois Championships |               | $ 200.000     | Brian Gottfried Paul McNamee (1)            | Kevin Curren Steve Denton               | 6-4, 6-3                               |                                        |
| 11-06-1984  | The Stella Artois Championships |               | $ 200.000     | Pat Cash Paul McNamee (2)                   | Bernard Mitton Butch Walts              | 6-4, 6-3                               |                                        |
| 10-06-1985  | The Stella Artois Championships |               | $ 200.000     | Ken Flach Robert Seguso (1)                 | Pat Cash John Fitzgerald                | 3-6, 6-3, 16-14                        |                                        |
| 09-06-1986  | The Stella Artois Championships |               | $ 200.000     | Kevin Curren Guy Forget (1)                 | Darren Cahill Mark Kratzmann            | 6-2, 7-6                               |                                        |
| 08-06-1987  | The Stella Artois Championships |               | $ 250.000     | Guy Forget (2) Yannick Noah                 | Rick Leach Tim Pawsat                   | 6-4, 6-4                               |                                        |
| 06-06-1988  | The Stella Artois Championships |               | $ 340.000     | Ken Flach Robert Seguso (2)                 | Pieter Aldrich Danie Visser             | 6-2, 7-6                               |                                        |
| 12-06-1989  | The Stella Artois Championships |               | $ 350.000     | Darren Cahill Mark Kratzmann                | Tim Pawsat Laurie Warder                | 7-6, 6-3                               |                                        |
| 11-06-1990  | The Stella Artois Championships | World Series  | $ 450.000     | Jeremy Bates Kevin Curren                   | Henri Leconte Ivan Lendl                | 7-6, 6-4                               | details                                |
| 10-06-1991  | The Stella Artois Championships | World Series  | $ 450.000     | Todd Woodbridge (1) Mark Woodforde (1)      | Grant Connell Glenn Michibata           | 7-6, 6-4                               | details                                |
| 08-06-1992  | The Stella Artois Championships | World Series  | $ 475.000     | John Fitzgerald Anders Järryd               | Goran Ivanišević Diego Nargiso          | 7-6, 2-6, 16-14                        | details                                |
| 07-06-1993  | The Stella Artois Championships | World Series  | $ 600.000     | Todd Woodbridge (2) Mark Woodforde (2)      | Neil Broad Gary Muller                  | 6-4, 6-7, 6-3                          | details                                |
| 06-06-1994  | The Stella Artois Championships | World Series  | $ 600.000     | Jan Apell Jonas Björkman                    | Todd Woodbridge Mark Woodforde          | 5-7, 7-6, 6-4                          | details                                |
| 12-06-1995  | The Stella Artois Championships | World Series  | $ 600.000     | Todd Martin Pete Sampras                    | Jan Apell Jonas Björkman                | 6-4, 6-2                               | details                                |
| 10-06-1996  | The Stella Artois Championships | World Series  | $ 675.000     | Todd Woodbridge (3) Mark Woodforde (3)      | Sébastien Lareau Alex O'Brien           | 6-2, 6-7, 6-3                          | details                                |
| 09-06-1997  | The Stella Artois Championships | World Series  | $ 675.000     | Mark Philippoussis Patrick Rafter           | Sandon Stolle Cyril Suk                 | 6-2, 4-6, 7-5                          | details                                |
| 08-06-1998  | The Stella Artois Championships | Int. Series   | $ 725.000     | finale geannuleerd ivm weer                 | finale geannuleerd ivm weer             | finale geannuleerd ivm weer            | details                                |
| 07-06-1999  | The Stella Artois Championships | Int. Series   | $ 725.000     | Sébastien Lareau Alex O'Brien               | Todd Woodbridge Mark Woodforde          | 6-3, 7-6                               | details                                |
| 12-06-2000  | The Stella Artois Championships | Int. Series   | $ 775.000     | Todd Woodbridge (4) Mark Woodforde (4)      | Jonathan Stark Eric Taino               | 7-6, 6-4                               | details                                |
| 11-06-2001  | The Stella Artois Championships | Int. Series   | $ 775.000     | Bob Bryan (1) Mike Bryan (1)                | Eric Taino David Wheaton                | 6-3, 6-2                               | details                                |
| 10-06-2002  | The Stella Artois Championships | Int. Series   | $ 736.000     | Wayne Black Kevin Ullyett (1)               | Mahesh Bhupathi Maks Mirni              | 7-6, 3-6, 6-3                          | details                                |
| 09-06-2003  | The Stella Artois Championships | Int. Series   | $ 800.000     | Mark Knowles (1) Daniel Nestor (1)          | Mahesh Bhupathi Maks Mirni              | 6-3, 6-4                               | details                                |
| 07-06-2004  | The Stella Artois Championships | Int. Series   | $ 767.000     | Bob Bryan (2) Mike Bryan (2)                | Mark Knowles Daniel Nestor              | 6-3, 6-4                               | details                                |
| 06-06-2005  | The Stella Artois Championships | Int. Series   | $ 775.000     | Bob Bryan (3) Mike Bryan (3)                | Jonas Björkman Maks Mirni               | 6-7, 7-6, 7-6                          | details                                |
| 12-06-2006  | The Stella Artois Championships | Int. Series   | $ 775.000     | Paul Hanley Kevin Ullyett (2)               | Jonas Björkman Maks Mirni               | 6-4, 7-6                               | details                                |
| 11-06-2007  | The Artois Championships        | Int. Series   | $ 775.000     | Mark Knowles (2) Daniel Nestor (2)          | Bob Bryan Mike Bryan                    | 7-5, 6-4                               | details                                |
| 09-06-2008  | The Artois Championships        | Int. Series   | € 692.000     | Daniel Nestor (3) Nenad Zimonjić            | Marcelo Melo André Sá                   | 6-4, 7-6 (7-3)                         | details                                |
| 08-06-2009  | AEGON Championships             | ATP 250       | € 663.750     | Wesley Moodie Michail Joezjny               | Marcelo Melo André Sá                   | 6-4, 4-6, [10-6]                       | details                                |
| 07-06-2010  | AEGON Championships             | ATP 250       | € 627.700     | Novak Đoković Jonathan Erlich               | Julien Benneteau Michaël Llodra         | 7-6(6), 2-6, [10-3]                    | details                                |
| 06-06-2011  | AEGON Championships             | ATP 250       | € 608.000     | Bob Bryan (4) Mike Bryan (4)                | Mahesh Bhupathi Leander Paes            | 6-7(2), 7-6(4), [10-6]                 | details                                |
| 11-06-2012  | AEGON Championships             | ATP 250       | € 625.300     | Maks Mirni Daniel Nestor (4)                | Bob Bryan Mike Bryan                    | 6-3, 6-4                               | details                                |
| 10-06-2013  | AEGON Championships             | ATP 250       | € 683.665     | Bob Bryan (5) Mike Bryan (5)                | Alexander Peya Bruno Soares             | 4-6, 7-5, [10-3]                       | details                                |
| 09-06-2014  | AEGON Championships             | ATP 250       | € 711.010     | Alexander Peya Bruno Soares                 | Jamie Murray John Peers                 | 4-6, 7-6(4), [10-4]                    | details                                |
| 15-06-2015  | AEGON Championships             | ATP 500       | € 1.574.640   | Pierre-Hugues Herbert (1) Nicolas Mahut (1) | Marcin Matkowski Nenad Zimonjić         | 6-2, 6-2                               | details                                |
| 13-06-2016  | AEGON Championships             | ATP 500       | € 1.802.945   | Pierre-Hugues Herbert (2) Nicolas Mahut (2) | Chris Guccione André Sá                 | 6-3, 7-6(5)                            | details                                |
| 19-06-2017  | AEGON Championships             | ATP 500       | € 1.836.660   | Jamie Murray Bruno Soares                   | Julien Benneteau Édouard Roger-Vasselin | 6-2, 6-3                               | details                                |
| 24-06-2018  | AEGON Championships             | ATP 500       | € 1.983.595   | Henri Kontinen John Peers                   | Jamie Murray Bruno Soares               | 6-4, 6-3                               | details                                |
| 23-06-2019  | AEGON Championships             | ATP 500       | € 2.081.830   | Feliciano López Andy Murray                 | Rajeev Ram Joe Salisbury                | 7-6(6), 5-7, [10-5]                    | details                                |
| 21-06-2020  | AEGON Championships             | ATP 500       | € 2.134.520   | geen toernooi wegens de coronapandemie      | geen toernooi wegens de coronapandemie  | geen toernooi wegens de coronapandemie | geen toernooi wegens de coronapandemie |
| 20-06-2021  | Cinch Championships             | ATP 500       | € 1.427.455   | Pierre-Hugues Herbert (3) Nicolas Mahut (3) | Reilly Opelka John Peers                | 6-4, 7-5                               | details                                |
| 19-06-2022  | Cinch Championships             | ATP 500       | € 2.134.520   | Nikola Mektić Mate Pavić                    | Lloyd Glasspool Harri Heliövaara        | 3–6, 7–6(3), [10–6]                    | details                                |
| 25-06-2023  | Cinch Championships             | ATP 500       | € 2.195.175   | Ivan Dodig Austin Krajicek                  | Taylor Fritz Jiří Lehečka               | 6–4, 6–7(5), [10–3]                    | details                                |
| 23-06-2024  | Cinch Championships             | ATP 500       | € 2.255.655   | Neal Skupski Michael Venus                  | Taylor Fritz Karen Chatsjanov           | 4–6, 7–5(5), [10–8]                    | details                                |

## Statistieken

### Meeste enkelspeltitels
| Aantal titels | Speler            | Jaren                        |
| ------------- | ----------------- | ---------------------------- |
| 5             | Andy Murray       | 2009, 2011, 2013, 2015, 2016 |
| 4             | Josiah Ritchie    | 1902, 1904, 1906, 1909       |
| 4             | Anthony Wilding   | 1907, 1910, 1911, 1912       |
| 4             | Roy Emerson       | 1963, 1964, 1965, 1966       |
| 4             | John McEnroe      | 1979, 1980, 1981, 1984       |
| 4             | Boris Becker      | 1985, 1987, 1988, 1996       |
| 4             | Lleyton Hewitt    | 2000, 2001, 2002, 2006       |
| 4             | Andy Roddick      | 2003, 2004, 2005, 2007       |
| 3             | Harry S. Barlow   | 1890, 1891, 1895             |
| 3             | Jimmy Connors     | 1972, 1982, 1983             |
| 2             | Laurence Doherty  | 1897, 1898                   |
| 2             | Arthur Lowe       | 1913, 1914                   |
| 2             | Henry Mayes       | 1926, 1927                   |
| 2             | Donald Budge      | 1936, 1937                   |
| 2             | Lew Hoad          | 1953, 1954                   |
| 2             | Rod Laver         | 1962, 1970                   |
| 2             | Ivan Lendl        | 1989, 1990                   |
| 2             | Pete Sampras      | 1995, 1999                   |
| 2             | Feliciano López   | 2017, 2019                   |
| 2             | Matteo Berrettini | 2021, 2022                   |

(Bijgewerkt t/m 2024)

### Meeste enkelspeltitels per land
| Aantal titels | Land                     |
| ------------- | ------------------------ |
| 30            | Verenigde Staten         |
| 29            | Verenigd Koninkrijk      |
| 26            | Australië                |
| 5             | Spanje                   |
| 4             | Nieuw-Zeeland            |
| 3             | Bondsrepubliek Duitsland |
| 3             | Duitsland                |
| 2             | Canada                   |
| 2             | Italië                   |
| 2             | Kroatië                  |
| 2             | Tsjecho-Slowakije        |
| 2             | Unie van Zuid-Afrika     |
| 1             | Bulgarije                |
| 1             | India                    |
| 1             | Japan                    |
| 1             | Mexico                   |
| 1             | Roemenië                 |
| 1             | Zweden                   |

(Bijgewerkt t/m 2024)

### Enkel- en dubbelspeltitel in hetzelfde jaar (vanaf 1968)
| Tennisser       | Jaar |
| --------------- | ---- |
| Pete Sampras    | 1995 |
| Feliciano López | 2019 |

## Media
De organisatie heeft voor de televisiedistributie vanaf 1997 een deal gesloten met het Zweedse sportagentschap IEC.